# Terestrický čas
Terestrický čas (TT) je od roku 1984 používaný astronomický časový standard definovaný Mezinárodní astronomickou unií. Do roku 1991 byl stejně definovaný čas označován jako terestrický dynamický čas (TDT nebo TD). Primárně je TT určen pro výpočet poloh (efemerid) těles Sluneční soustavy. V této roli je pokračováním TDT, který nahradil předchozí efemeridový čas (ET) definovaný tak, aby běžel rovnoměrně bez nepravidelností způsobených variacemi rotace Země.
Terestrický čas běží synchronně s mezinárodním atomovým časem. Z historických důvodů je však asi o 32,184 s napřed před atomovým časem, protože v době, kdy byl TT definován se o uvedenou hodnotu lišil efemeridový čas od atomového.
Terestrický čas se liší od v civilním životě používaného koordinovaného světového času (UTC), který se přizpůsobuje rotaci Země vkládáním tzv. přestupných sekund, aby byl v souladu s univerzálním časem (UT). Vztah mezi terestrickým a světovým časem je TT = UT + ∆T. Od roku 2017, kdy byla přestupná sekunda vložena naposledy se rozdíl ∆T pohybuje kolem 69 s.